# 아노 마히로
아노 마히로(일본어: 阿野 真拓, 2003년 8월 30일~)는 일본의 축구 선수이다.

## 구단 경력
그는 2020년 J2리그의 도쿄 베르디에 입단했다. 2022년 8월부터 2023년까지 일본 지역 리그의 후쿠이 유나이티드 FC에서 뛰었다. 2024년 J3리그의 테게바자로 미야자키로 이적했다.